# Stade Bordelais
Stade Bordelais is een Franse sportclub uit Bordeaux. De club is actief in onder andere tennis, voetbal, rugby, petanque, atletiek en bridge.

## Geschiedenis
De sportclub werd opgericht in 1889 en in 1894 kwam er een voetbalafdeling. Stade Bordelais was vooral succesvol in de beginjaren van het voetbal. In 1895 nam de club deel aan het zuidelijk kampioenschap van de USFSA en won de finale van Sport Athlétique Bordelais met 4-2. Er werd echter geen wedstrijd gespeeld tegen de kampioen uit Parijs, Standard AC.
De club werd regionaal kampioen in 1903, 1906, 1908, 1910, 1912, 1913 en 1914, maar kon in de eindronde om de titel nooit de eindmeet bereiken. In deze succesperiode kwamen er zo'n 10.000 toeschouwers naar de wedstrijd kijken. Na de Eerste Wereldoorlog verdween de club in de anonimiteit.
Op enkele keren na speelde de club meestal op regionaal niveau tot de club kampioen werd van de DH Aquitaine in 1997 en het volgend seizoen met een derde plaats in de CFA 2 een tweede promotie op rij afdwong. Na twee seizoenen degradeerde de club terug en in 2003 degradeerde Stade opnieuw naar het regionaal niveau. De club kwam meteen terug en na een vijfde plaats in 2005 werd de club kampioen in de CFA 2 in 2006 en promoveerde zo opnieuw naar de CFA, waar de club tot 2009 speelde. In 2013 promoveerde de club opnieuw en speelde drie jaar in de CFA alvorens weer te degraderen. In 2017 promoveerde de club weer naar de CFA, die vanaf dit nu Championnat National 2 heette. In 2020 degradeerde de club. In 2022 kon de club weer promotie afdwingen, maar kon deze niet behouden. 